# エルンスト＝ギュンター・シェンク
エルンスト＝ギュンター・シェンク（Ernst-Günther Schenck、1904年10月3日 - 1998年12月21日）は、ドイツの軍医、医師。最終階級は親衛隊中佐（SS-Obersturmbannführer）。

## 経歴
内科医。1933年に突撃隊に入隊。ダッハウ強制収容所に勤務する。収容所内に広大なハーブ農園を造営し、武装親衛隊員へのビタミン補給の研究に当たる。1940年には武装親衛隊の栄養検査官に就任し、兵士への栄養補給の研究を行う。
1945年のベルリン攻防戦ではヴェルナー・ハーゼ博士を補助し、戦傷者の治療に当たる。ハーゼは同じ内科医であったが、手術経験が有り、手術経験のないシェンクを指導して手術を行った。また、ハーゼがヒトラーの内科主治医であったため、ハーゼと共に総統官邸地下壕に行き、ヒトラーの様子を間近で見る機会を得た。心酔していたヒトラーの状況を見てシェンクは愕然とするが、医師としての観察により、ヒトラーがパーキンソン病に罹患していると判断した。ベルリン防衛軍の降伏と共にソ連軍に降伏し、捕虜となる。1953年ソ連から拘束を解かれ、ドイツ連邦共和国に帰国した。
帰国後、強制収容所でハーブ園建設にあたり過酷な強制労働により100名以上の囚人を死亡させたこと、栄養補給研究のために数々の人体実験を行い、囚人を殺害したことから裁判にかけられ、有罪となる。戦後西側で存命した、数少ない晩年のヒトラーを身近で観察した医師であるため、ヒトラーの病状を判断できる貴重な証言と著作を残した。
1998年、アーヘンで死去。享年94歳。

## 登場するメディア作品
- 映画『ヒトラー 〜最期の12日間〜』 - クリスチャン・ベルケルが演じた。

## 著作
- 『Dr. Morell. Hitlers Leibarzt und seine Medikamente 』、ISBN 3926584521
- 『Das Notlazarett unter der Reichskanzlei』、ISBN 3893916016
- 『Patient Hitler. Eine medizinische Biographie』、ISBN 377000776X
- 『Ich sah Berlin sterben. Als Arzt in der Reichskanzlei』、ISBN 3875840151